# Christoph Friedrich von Ammon
Christoph Friedrich von Ammon (ur. 16 stycznia 1766 w Bayreuth, zm. 21 maja 1850 w Dreźnie) – niemiecki pisarz teologiczny i kaznodzieja.

## Życiorys
Uczył się w Erlangen, zajmował różne stanowiska profesorskie na wydziale filozoficznym i teologicznym  w Uniwersytecie w Erlangen i Uniwersytecie w Getyndze. W 1813 zastąpił Franza Volkmara Reinharda w roli nadwornego kaznodziei i członka Konsystorza w kościele w Dreźnie, odszedł na emeryturę w 1849 roku.
Starał się stworzyć pośredni pogląd  pomiędzy racjonaliznem a  supernaturalizmem, deklarował „racjonalny supernaturalizm”, twierdził, że musi zaistnieć stopniowy rozwój chrześcijańskiej doktryny, odpowiadającej rozwojowi wiedzy i nauki. W tym samym czasie szukał jednak, tak samo jak inni przedstawiciele tej szkoły, tacy jak KG Bretschneider i Juliusz Wegscheider, sposobów pozwalających  utrzymać ścisły związek z tradycyjną teologią kościoła protestanckiego.Termin Offenbarungsrationalismus („epifaniczny racjonalizm”) został użyty, do wyrażenia poglądów Ammona.

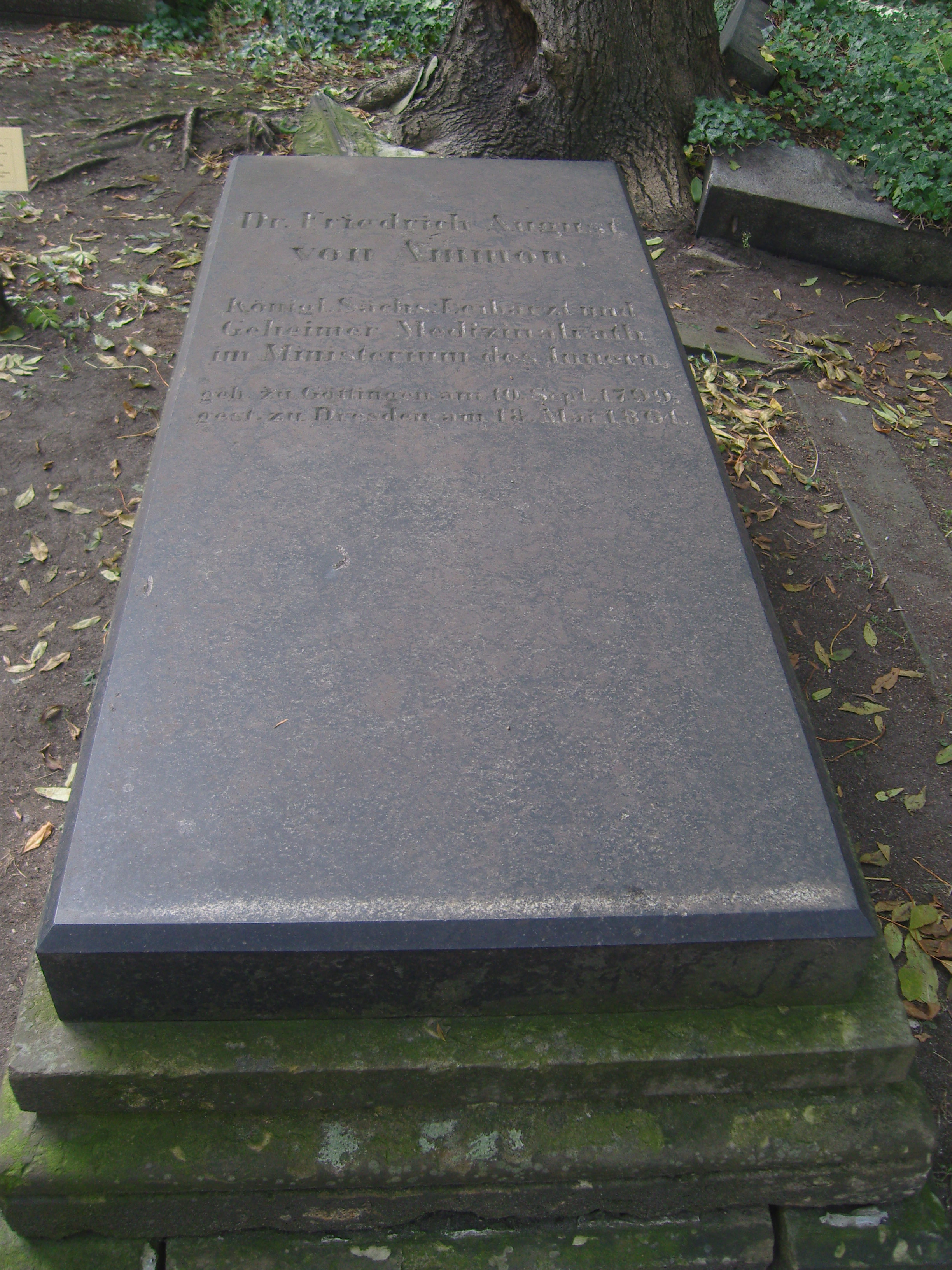
grób Christopha Friedricha von Ammona na cmentarzu Eliasfriedhof w Dreźnie

## Twórczość
- Fortbildung des Christenthums zur Weltreligion
- Entwurf einer reinen biblischen Theologie
- Summa Theologiae Christianas
- Das Geschichte des Lebens Jesu